# Portret własny (obraz Jana Ksawerego Kaniewskiego)
Portret własny – obraz olejny (autoportret) namalowany przez polskiego malarza Jana Ksawerego Kaniewskiego w 1855 roku.
Artysta uwiecznił się na obrazie w pozycji siedzącej, w trakcie malowania portretu papieża Grzegorza XVI za który otrzymał Order Złotej Ostrogi.
Obraz znajduje się w zbiorach Muzeum Narodowego w Warszawie.